# Ânkhkarê
Ânkhkarê est le 30e pharaon de la XIVe dynastie. Il succède à Khakarê. À sa mort c'est Semenrê qui lui succède.

## Biographie
Ce souverain, comme d'autres de la même dynastie, n'est connu que par le Canon royal de Turin (8.25).